# Georg von Heijne Lillienberg
Lars Georg von Heijne Lillienberg (i riksdagen kallad von Heijne-Lillienberg i Edeby), född 19 juni 1837 i Helgarö församling, Södermanlands län, död 22 oktober 1921 i Strängnäs stadsförsamling, Södermanlands län, var en svensk militär och politiker.
Georg von Heijne Lillienberg avlade studentexamen 1855 och blev 1857 officer vid Södermanlands regemente där han tog avsked som kapten 1881. Han var från 1875 innehavare av Lillienäs fideikommiss. Han var ledamot av riksdagens andra kammare 1888–1890, invald i Södermanlands läns valkrets och under många år ledamot av Södermanlands läns landsting.
Georg von Heijne Lillienberg var bror till Lotten Edholm och David von Heijne. Han gifte sig 1869 med Erlin Elisabet Maria Dahlqvist (1850–1923). Sonen Erland Georg, född 1871, arrenderade Lillienäs medan föräldrarna bodde i Strängnäs. Dottern Julia Svedelius (1870–1955) var en svensk författare, gift med Carl Svedelius.